# Carlshamn Mejeri
Carlshamn, tidigare Carlhamn Mejeri, är ett svenskt varumärke i livsmedelsbranschen. Det var tidigare dessutom ett livsmedelsföretag med rötterna i Karlshamns kommun, skapat inom Kooperativa Förbundet.
Varumärket Carlshamn infördes 1994. Det användes inledningsvis för margarin, glass och mandelmassa. Under en period användes varumärket även för andra mjölkfria produkter såsom soygurt, sojadryck, havredryck, risdryck, alternativ till matlagningsgrädde och smoothier gjorda på havre. Matfettsproduktionen övertogs av Bunge 2009.

## Historik

### Kooperationen
Carlshamn Mejeri har sin bakgrund i Kooperativa Förbundets historiska behov av egen margarinproduktion. KF:s inblandning i margarinproduktion hade börjat med köpet av en mindre margarinfabrik i Vänersborg 1909. 1919-1921 byggdes en större margarinfabrik i Norrköping. Verksamheten inleddes i november 1921.

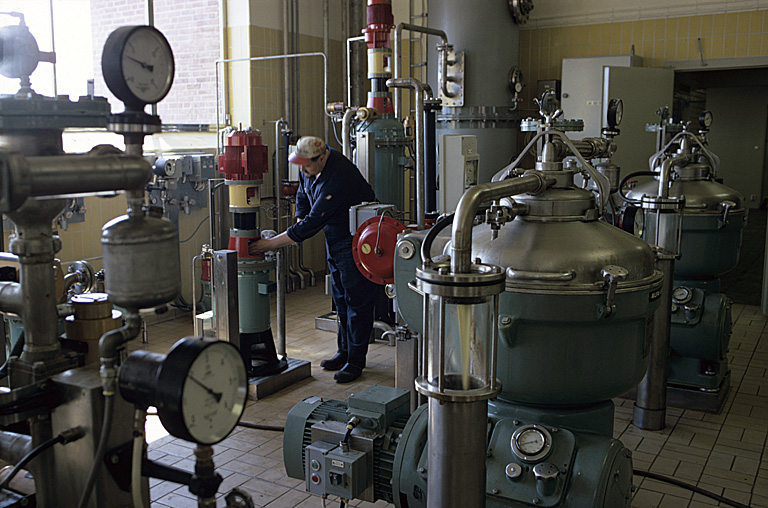
Inuti Karlshamns margarinfabrik (1970-talet).

År 1960 togs beslut om att flytta margarinfabriken till Karlshamn. Margarinfabriken hamnade då under Karlshamns Oljefabriker, som KF ägde sedan tidigare.
Den nya fabriken invigdes den 24 september 1965. Utöver margarin tillverkades även glass i Karlshamnsfabriken.
Produkterna såldes under KF:s varumärken Winner (glass), Eve (margarin) och Goman (mandelmassa). Under en period från 1980 bytte flera av KF:s egenproducerade produkter namn till Coop. År 1986 återinfördes varumärkena Winner och Eve.

### Fristående
Under början av 1990-talet avyttrade KF merparten av sin livsmedelsproduktion, inklusive Winner i Karlshamn. Den 24 februari 1994 såldes företaget, varpå namnet ändrades till Carlshamn Mejeri AB. Ny majoritetsägare var riskkapitalbolaget CVC Capital Partners, medan svenska Atle hade en större minoritetsandel.
Det nya namnet Carlshamn Mejeri hade förberetts inför försäljningen tillsammans med reklambyrån Rönnberg & Co. Namnvalet och marknadsföringen skulle ge margarinet en svensk anknytning. Under de två åren som fristående företag satsade Carlshamn Mejeri även på export till Baltikum och Östeuropa.

### Raisio

Margarinförpackning från Carlshamn Mejeri, 2013.

I oktober 1996 köptes Carlshamn Mejeri av den finländska Raisiokoncernen. År 2002 flyttade produktionen till Reso (finska: Raisio)  i Finland. Viss svensk margarinproduktion återupptogs tillfälligt något år senare.
Carlshamn Glass såldes i december 2002 till tillika finskägda Åhus Glass. Affären gav Åhus Glass rätten att använda namnet Carlshamn Glass, men det avvecklades ganska snart.
År 2006 försvann namnet Carlshamn när Raisio valde att ersätta det med sitt finska varumärke Keiju. Även varumärket Elovena hämtades från Finland.
Efter namnbytet minskade försäljningen kraftigt vilket gjorde att Raisio år 2008 valde att återinföra det gamla varumärket i Sverige. Produktionen fortsatte dock att ske i Finland.

### Produktexpansion
År 2009 sålde Raisio sin matfettstillverkning till amerikanska Bunge Limited. Raisio behöll inledningsvis varumärket Carlshamn Mejeri och licensierade det till Bunge.
Raisio fortsatte utveckla Carlshamnvarumärket och använde det för produkter som inte var matfett. Bland annat lanserades "soygurt" och havredryck 2009 och havrebaserade smoothies 2010. I februari 2010 lanserades Carlshamn Bageri, som var ett försök att marknadsföra Raisios bakprodukter i Sverige.
År 2013 såldes Raisios ris-, soja- och havrebaserade produkter till Kavli, inklusive soygurt och andra mjölkalternativ. Dessa produkter såldes som Carlshamn Mejeri fram till 2015 när de bytte namn till Planti.
Under 2015 överläts även varumärket Carlshamn Mejeri till Bunge.

## Marknadsföring
I en flerårig reklamkampanj på 1990-talet blev företaget känt för de återkommande uttrycken Gott, gotti, gott, gott och Lätt, lätti, lätt, lätt med tvillingbröderna Jeppsson.